# Flüssiglinse
Eine Flüssiglinse ist eine aus verschiedenen Flüssigkeiten bestehende optische Linse mit elektrisch variierbarer Brennweite.

## Prinzipien
Es existieren verschiedene Prinzipien zur Realisierung von elektrisch steuerbaren Flüssiglinsen.

### Zweiphasige Flüssiglinsen

Zweiphasige Flüssiglinse

Ein Konzept arbeitet mit zwei nicht mischbaren Flüssigkeiten (wässrig bzw. Öl) von möglichst gleicher Dichte, aber mit unterschiedlichen Brechungsindizes und elektrischen Eigenschaften in einer Kammer. Eine elektrische Spannung bis 60 Volt (zwischen einer Ringelektrode in der Kammer und einer transparenten Indiumzinnoxid-(ITO)-Elektrode außen auf dem Kammerfenster) steuert das elektrische Feld, das über den Effekt der Elektrobenetzung den Kontaktwinkel eines Tropfens der polaren Flüssigkeit (Wasser) innen auf diesem durchsichtigen Kammerfenster verändert. Der halbkugelig anliegende Tropfen wird dadurch an der Innenwand breiter und verringert so die Krümmung seiner Oberfläche (der brechungswirksamen Phasengrenzfläche), wodurch die Linse ihre Brennweite ändert. Damit kann eine Fokussierung oder ein Zoom realisiert werden.
Vier radial angeordnete Elektroden ermöglichen gezielt auch ein dosiertes keilartiges Verzerren oder Verschieben des Tropfens. Damit kann eine optische Bildstabilisierung bei wackelnder Kamera oder sich bewegendem Objekt mithilfe der (Auto-)Fokus-Flüssiglinse erzielt werden. Diese Technik wurde im Februar 2010 von Varioptic vorgestellt.

### Einphasige Flüssiglinsen

Einphasige Flüssiglinse in MEMS-Technologie

Ein anderes Konzept (s. Bild) verwendet MEMS um eine transparente Membran zu deformieren und dadurch einem Flüssigkeitsvolumen eine andere Form zu verleihen die den gewünschten Brechungseffekt hat.

## Vorteile
Flüssiglinsen sind als Linsen variabler Brechkraft besonders klein realisierbar, was vor allem für Kameras in flachen Handys nötig ist. Sie sind schnell, energiesparend und erschütterungsstabil. Die Lösung von Salzen (etwa Kaliumsulfat) im Wasser der Linse macht es leitfähig und erniedrigt seinen Gefrierpunkt sowie seinen Dampfdruck ausreichend, um breite Temperaturbereiche für Betrieb (−20 bis +60 °C) und Lagerung (−40 bis +85 °C) zu gewährleisten (d. h. das Wasser friert weder ein noch verdunstet es). Typisch sind folgende technische Daten:
- 8 mm Durchmesser
- 2 mm Dicke
- 2,5 mm optische Öffnung bei einer zwischen −2 ... +10 dpt einstellbaren Brechkraft
- Reaktionszeit um 1 ms.

## Geschichte
Zu Demonstrationszwecken für den Physikunterricht wurde bereits 1988 von Werner B. Schneider eine Anordnung angegeben mit der durch eine Spannung die Brennweite einer Linse aus Wasser in einem weiten Brennweitenbereich eingestellt werden konnte. Die technische Verwertung dieser Idee wurde erst später mit der Entwicklung kleiner Digitalkameras realisiert.
Der amerikanische Wissenschaftler Tom Krupenkin und seinen Kollegen stellten im August 2002 die erste Flüssiglinse her. Anlässlich der Computermesse CeBIT 2005 stellte die Firma Varioptic eine Anwendung der Flüssiglinse in Form eines optischen Zooms und einer Autofokus-Funktion in einem Fotohandy vor. Forschungen unter Bruno Berge an der Universität von Grenoble (F) in den Jahren 1997 bis 1999 führten zu grundlegende Patenten (etwa über die Kammerform und Zentrierung des Tropfens). Diese Patente werden heute von Varioptic gehalten; diese Firma betreibt nun die Weiterentwicklung. In der heutigen Zeit werden Flüssiglinsen für zahlreiche Anwendungen, in denen eine automatische, schnelle Fokussierung notwendig ist, genutzt. Dies ist beispielsweise in der industriellen Bildverarbeitung (IBV) zur Überwachung von Fertigungsprozessen (Industrie 4.0) oder der Medizintechnik der Fall.

## Andere Typen von Flüssiglinsen
Eine zweite Art der Flüssiglinse basiert auf einer Flüssigkristall-Schicht zwischen Glasplatten, in der die optisch aktiven Moleküle durch eine angelegte elektrische Spannung nicht gedreht werden, sondern sich radial nach außen hin stärker konzentrieren. Der notwendige Diffusionsvorgang benötigt Zeit und bewirkt dann außen einen höheren Brechungsindex (und damit eine höhere zerstreuende Wirkung) der Linse. Im Jahre 2006 konnte ein Labormuster mit 1 cm Durchmesser seine Brechkraft binnen 3 Minuten ändern; Miniaturisierung (0,5 bis 1 mm Durchmesser) lässt eine Einstellzeit von 1 s erwarten. Ein erster Hinweis auf diese Technologie findet sich in einem Artikel von L.G. Commander et al. aus dem Jahre 1995.
Schon im Jahre 1940 veröffentlichte R. Graham den Artikel "A variable focus lens and its use" über eine flüssigkeitsgefüllte verformbare Kammer. Alle drei Arten von Flüssiglinsen haben einen flüssigen optisch aktiven Kern.

## Verwandte Erscheinungen
- das natürliche Vorbild etwa des menschlichen Auges, in dem in einer flüssigkeitsgefüllten Kammer eine elastische Linse mit Muskelkraft überwiegend unwillkürlich zur Fokussierung verformt wird
- die Optische Abbildung durch fallende, liegende oder schwebende Wassertropfen
- die Verformung von Flüssigkeitsoberflächen durch Rühren, Rotieren oder durch Anlegen eines äußeren Magnetfelds
- Retroreflexion von Sonnenlicht durch Tautropfen auf Gräsern
- Störung der Retroreflexion an Verkehrstafeln durch feine Kondenswassertropfen, durch Regentropfen oder einen Wasserfilm
- Flüssigkeitsstandsanzeiger durch Schaugläser mit 90°-Rippung innen, die nur ohne anliegende Flüssigkeit mit ausreichend hohem Brechungsindex zu Total- oder Retroreflexion führt
- Sammelspiegelwirkung von großen Auslagenscheiben unter der Wirkung von Lüftungs- oder Winddruck sowie Isolierfenster-Doppelscheiben, deren Flächen sich unter dem Einfluss von Innentemperatur, der Gasfüllung, Diffusion und atmosphärischem Außendruck geringfügig wölben, wodurch Brennweiten im 10-Meter-Bereich entstehen, die das Sonnenlicht zu Lichtmustern auf der Straße bündeln.